# Sinoe
Sinoe is een van de county's van Liberia. De hoofdstad is Greenville. Sinoe heeft ongeveer 85.000 inwoners (schatting uit 2007).

## Grenzen
De county Sinoe ligt aan de kust:
- Aan de Atlantische Oceaan in het zuidwesten.

De county grenst verder aan vijf buren:
- Een korte grens met Nimba in het noordwesten.
- Grand Gedeh in het noorden.
- River Gee in het oosten.
- Grand Kru in het zuidoosten.
- River Cess in het westen.

## Districten
Sinoe bestaat uit de volgende districten:
- Butaw
- Dugbe River
- Greenville
- Jaedae Jaedepo
- Juarzon
- Kpayan
- Pyneston

Bomi · Bong · Gbarpolu · Grand Bassa · Grand Cape Mount · Grand Gedeh · Grand Kru · Lofa · Margibi · Maryland · Montserrado · Nimba · River Cess · River Gee · Sinoe